# Arenaria pomelii
Arenaria pomelii är en nejlikväxtart som beskrevs av Giles Munby. Arenaria pomelii ingår i släktet narvar, och familjen nejlikväxter. Inga underarter finns listade i Catalogue of Life.